# Tylophora longifolia
Tylophora longifolia là một loài thực vật có hoa trong họ La bố ma. Loài này được Wight miêu tả khoa học đầu tiên năm 1834.